# Темрюк — Керчь
«Темрюк — Керчь» — автомобильная грузовая паромная переправа между Краснодарским краем и Крымом. Является третьей переправой, которая специализируется на грузовых перевозках в направлении Крыма. Ближе всех расположена к Керченской переправе, работу которой дублирует. Из всех линий является наименее загруженной.
Перевозка водителей и автомобильной техники осуществляется раздельно. Водители перевозятся в мультимодальном сообщении, для техники используется Ро-Ро паром.
| (п)             | Новороссийск — Севастополь | Темрюк — Керчь              | Кавказ — Керчь                              |
| --------------- | -------------------------- | --------------------------- | ------------------------------------------- |
| Периодичность   | Раз в четыре дня           | Раз в сутки                 | По загрузке                                 |
| Операторы       | Мангуст                    | СМТ Крым Восточный экспресс | ТЭС-Терминал, Керченская паромная переправа |
| Суда            | Солидат                    | Александр Ткаченко Rainbow  | Керченский-2 Ейск Конро Трейдер             |
| Вместимость     | 62 TEU                     | 60                          | 27                                          |
| Время в пути, ч |                            | 5-6                         | 2                                           |

## Описание
Переправа была открыта в июле 2014 года.
Решение об открытии Темрюкской переправы было озвучено министром транспорта Максимом Соколовым 25 июня 2014 года. Её назначение — обеспечение транспортной доступности Крыма в период до завершения строительства Крымского моста. Пунктами отправки были выбраны Темрюкский морской торговый порт и Керченский морской рыбный порт.
Первым на темрюкской переправе начал работать паром Робур, вместимостью до 60 автомобилей. Который стал осуществлять перевозки грузового автомобильного транспорта, в том числе и малотоннажного, джипов, минивэнов и микроавтобусов. Рейсы осуществляются в ежедневном режиме в обе стороны, отправление — по мере накопления паромной партии, время в пути составляет пять-шесть часов.
Для загрузки парома используется площадка-накопитель.
Погрузку автомобиля на корабль осуществляет его водитель, после чего пересаживается в автобус до порта Кавказ. Далее пассажирским паромом в Крым, проезд на котором оплачивается отдельно. В Керчи водитель перевозится автобусом из порта Крым в рыбный порт, где встречает паром и забирает свой автомобиль.
27 сентября паром совершил последний рейс в Керчь, после чего был отправлен на «плановое техническое обслуживание» в итальянский порт Джоя-Тауро.
В октябре 2014 года постановлением Министерства транспорта РФ паромной переправе присвоен статус регулярной паромной линии.
Паром возобновил работу на линии в январе 2015 года под управлением оператора «СМТ Крым» и новым именем «Александр Ткаченко».
18 марта 2015 года на линии начал работу паром «Rainbow» оператора «Восточный экспресс». Вместимость парома до 56 стандартных еврофур и 62 пассажира. Через два месяца паром покинул линию и 30 мая 2015 года прибыл в Варну.
При хорошей погоде «Александр Ткаченко» совершает круговой рейс за сутки, а «Rainbow» совершал круговой рейс раз в двое суток.